# Prorasea arcilinearis
Prorasea arcilinearis is een van vlinder uit de familie grasmotten (Crambidae). De wetenschappelijke naam is voor het eerst geldig gepubliceerd in 2013 door Na Chen & Shu-xia Wang.

## Type
- holotype: "male. 02-VIII-2002. leg. Dan-dan Zhang & Zhi-qiang Li. genitalia slide No. CN11203"
- instituut: ICCLS, Nankai University, Tianjin, China
- typelocatie: "China: Inner Mongolia Autonomous Region, Erenhot, 43°39'11.41"N, 111°58'40.60"E, 960 m"